# Christiane Baumann (Schriftstellerin)
Christiane Baumann (* 10. Oktober 1952 in Schwerin) ist eine deutsche Krimiautorin.

## Leben
Sie wuchs mit drei Schwestern in Berlin auf. Nach dem Abitur absolvierte sie ein Pädagogikstudium an der Universität Rostock. Bis zum Ende der DDR arbeitete sie als Redakteurin. Danach war sie in verschiedenen Verlagen, u. a. in Baden-Baden, tätig.
Seit 2015 lebt Baumann wieder in ihrer Geburtsstadt Schwerin, in der auch ihre Krimis um die Kommissarin Nora Graf spielen.

## Werke
- Tod am Arkonaplatz. neobooks Self-Publishing, München 2013, ISBN 978-3-8476-4496-5.
- Mord zum Frühstück. neobooks Self-Publishing, München 2013, ISBN 978-3-8476-5857-3, Verlag Reinhard Thon, Schwerin 2016, ISBN 978-3-937515-31-1.
- Die Gambitspielerin. neobooks Self-Publishing, München 2013, ISBN 978-3-8476-4734-8.
- Morde um Mitternacht. neobooks Self-Publishing, München 2016, ISBN 978-3-7380-5643-3.
- Die Tote im Pfaffenteich. Nora Grafs erster Fall. Schwerin-Krimi. Edition digital, Pinnow 2017, ISBN 978-3-95655-785-9, Hörbuch 2022.
- Die toten Mädchen vom Dreesch. Nora Grafs zweiter Fall. Schwerin-Krimi. Edition digital, Pinnow 2018, ISBN 978-3-95655-943-3, Hörbuch 2022.
- Verhängnis in der Grotte. Nora Grafs dritter Fall. Schwerin-Krimi. Edition digital, Pinnow 2020, ISBN 978-3-96521-240-4, Hörbuch 2023.
- Ein höflicher Mörder. Corinne Fee ermittelt. Edition digital, Pinnow 2021, ISBN 978-3-96521-545-0.
- Tod im Camper. Nora Grafs vierter Fall. Schwerin-Krimi. Edition digital, Pinnow 2023, ISBN 978-3-96521-833-8.